# 14 ans, les Gauloises
Albums de Éric Charden
La Chine C'est boum la vie
14 ans, les Gauloises est un album d'Éric Charden, sorti en 1974 arrangé et dirigé par Jean-Claude Petit.

## Liste des titres
1. Enfant, c'est le matin
2. Dis bonsoir au monsieur
3. L'enfant unique
4. 14 ans, les Gauloises
5. Sortie nocturne
6. Orchestral nocturne
7. Marie, Marie
8. Je te ferai un garçon
9. Le rêve
10. Je suis grand